# Zwarte donsrug
De zwarte donsrug (Stygnocoris rusticus) is een wants uit de onderfamilie Rhyparochrominae en uit de familie bodemwantsen (Lygaeidae).
De onderfamilie Rhyparochrominae wordt ook weleens als een zelfstandige familie Rhyparochromidae gezien in een superfamilie Lygaeoidea. Lygaeidae is conform de indeling van bijvoorbeeld het Nederlands Soortenregister.

## Uiterlijk
De zwarte donsrug is 3,1 tot 4,4 mm lang. Net als de andere soorten uit het genus Stygnocoris draagt deze wants fijne haartjes op het halsschild (pronotum) en voorvleugels. De kop, het schildje (scutellum), het halsschild (pronotum) en voorvleugelszijn zwart. Ze zijn bijna altijd kortvleugelig (brachypteer) en een enkele keer langvleugelig (macropteer) Dat zijn dan vooral de vrouwtjes.

## Verspreiding en habitat
De soort komt voor in Europa met uitzondering van het Hoge Noorden en het uiterste zuiden. Verder is hij naar Centraal-Azië en Noord-Amerika versleept. Hij komt voor in allerlei open tot halfschaduwrijke leefgebieden en heeft geen voorkeur voor een bepaalde bodemsoort of voor droge of vochtige omstandigheden.

## Leefwijze
De wantsen leven polyfaag zowel op de bodem van zaden als in de planten (meestal kruidachtig), waar ze aan de rijpende zaden zuigen. Ze zuigen aan de zaden van verschillende soorten planten. De eitjes overwinteren in de stengels van kruidachtige planten of of in dode planten op de bodem. Maar soms is er ook nog een overwinterend vrouwtje te vinden. Vanaf mei verschijnen de nimfen en In juli verschijnt de nieuwe generatie volwassen wantsen.